# Tomate (jeu)
Pour les articles homonymes, voir Tomate (homonymie).
La tomate est un jeu sportif généralement pratiqué par les enfants mais aussi quelquefois par les adultes. Il se pratique avec un ballon. C'est un jeu « classique » des cours de récréation.

## But du jeu
Le but du jeu est d'éliminer un à un les autres joueurs en leur faisant passer la balle entre les jambes.

## Règles
Les joueurs se placent en rond de dos, jambes écartées et le pied collé à ses voisins. Les joueurs doivent alors empêcher la balle de leur passer entre les jambes en la frappant avec les mains jointes. La balle ainsi détournée est renvoyée vers un adversaire.
Le jeu se poursuit jusqu'à ce que la balle sorte du cercle en passant sous les jambes d'un joueur. Il est alors éliminé. Les joueurs restants se rapprochent pour fermer le cercle et poursuivre la partie.
Il existe une variante dans laquelle les joueurs ne sont pas immédiatement éliminés. La mise en place du jeu est la même, mais à chaque fois que le ballon passe entre les jambes d'un joueur, il subit un handicap qui le désavantage.
- Les joueurs commencent la partie tournés vers l’intérieur du cercle, et utilisent leurs deux mains jointes.
- La première fois que le ballon passe entre les jambes d'un joueur, il doit garder une main de son choix derrière son dos, ne laissant qu'une seule main pour frapper la balle.
- La deuxième fois que le ballon passe entre les jambes d'un joueur, il utilise de nouveau ses deux mains jointes mais doit se retourner (et donc être dos aux autres joueurs). Cela le force à se baisser pour regarder le jeu entre ses jambes, la tête à l’envers.
- La troisième fois que le ballon passe entre les jambes d'un joueur, il doit garder une main de son choix derrière son dos, tout en restant retourné.
- La quatrième fois que le ballon passe entre les jambes d'un joueur, il est éliminé.